# Hala'ib
Hala'ib (arabă حلايب) este un oraș în Sudan.
Orașul se află în Triunghiul Hala'ib care este disputat între Egipt și Sudan. Conflictul teritorial a fost un rezultat al neconcordantei dintre granița politică dreaptă dintre Egipt și Sudan înființată în 1899 și granița administrativă neregulată stabilită în 1902.

## Climă
| Date climatice pentru Hala'ib (1961–1990) | Date climatice pentru Hala'ib (1961–1990) | Date climatice pentru Hala'ib (1961–1990) | Date climatice pentru Hala'ib (1961–1990) | Date climatice pentru Hala'ib (1961–1990) | Date climatice pentru Hala'ib (1961–1990) | Date climatice pentru Hala'ib (1961–1990) | Date climatice pentru Hala'ib (1961–1990) | Date climatice pentru Hala'ib (1961–1990) | Date climatice pentru Hala'ib (1961–1990) | Date climatice pentru Hala'ib (1961–1990) | Date climatice pentru Hala'ib (1961–1990) | Date climatice pentru Hala'ib (1961–1990) | Date climatice pentru Hala'ib (1961–1990) |
| Luna                                      | Ian                                       | Feb                                       | Mar                                       | Apr                                       | Mai                                       | Iun                                       | Iul                                       | Aug                                       | Sep                                       | Oct                                       | Nov                                       | Dec                                       | Anual                                     |
| ----------------------------------------- | ----------------------------------------- | ----------------------------------------- | ----------------------------------------- | ----------------------------------------- | ----------------------------------------- | ----------------------------------------- | ----------------------------------------- | ----------------------------------------- | ----------------------------------------- | ----------------------------------------- | ----------------------------------------- | ----------------------------------------- | ----------------------------------------- |
| Maxima medie °C (°F)                      | 24.9 (76,8)                               | 25.7 (78,3)                               | 27.5 (81,5)                               | 30.6 (87,1)                               | 31.1 (88)                                 | 35.7 (96,3)                               | 37.0 (98,6)                               | 37.1 (98,8)                               | 33.7 (92,7)                               | 32.4 (90,3)                               | 27.7 (81,9)                               | 24.9 (76,8)                               | 30,7 (87,3)                               |
| Media zilnică °C (°F)                     | 20.9 (69,6)                               | 21.1 (70)                                 | 22.7 (72,9)                               | 25.5 (77,9)                               | 27.3 (81,1)                               | 30.5 (86,9)                               | 31.5 (88,7)                               | 31.9 (89,4)                               | 29.4 (84,9)                               | 28.1 (82,6)                               | 24.1 (75,4)                               | 21.3 (70,3)                               | 26,2 (79,2)                               |
| Minima medie °C (°F)                      | 16.8 (62,2)                               | 16.5 (61,7)                               | 18.0 (64,4)                               | 20.5 (68,9)                               | 23.4 (74,1)                               | 25.3 (77,5)                               | 26.1 (79)                                 | 26.7 (80,1)                               | 25.1 (77,2)                               | 23.8 (74,8)                               | 20.5 (68,9)                               | 17.6 (63,7)                               | 21,7 (71,1)                               |
| Minima istorică °C (°F)                   | 11.0 (51,8)                               | 10.3 (50,5)                               | 12.0 (53,6)                               | 13.5 (56,3)                               | 16.2 (61,2)                               | 18.0 (64,4)                               | 16.5 (61,7)                               | 19.7 (67,5)                               | 20.5 (68,9)                               | 18.8 (65,8)                               | 15.5 (59,9)                               | 12.0 (53,6)                               | 10,3 (50,5)                               |
| Precipitații mm (inches)                  | 0.6 (0.024)                               | 0.0 (0)                                   | 0.0 (0)                                   | 0.5 (0.02)                                | 1.2 (0.047)                               | 0.0 (0)                                   | 0.2 (0.008)                               | 0.0 (0)                                   | 0.0 (0)                                   | 3.2 (0.126)                               | 17.9 (0.705)                              | 4.2 (0.165)                               | 27,8 (1,094)                              |
| Umiditate [%]                             | 72                                        | 69                                        | 69                                        | 69                                        | 63                                        | 56                                        | 56                                        | 61                                        | 63                                        | 75                                        | 76                                        | 72                                        | 66,8                                      |
| Nr. de zile cu precipitații (≥ 0.1 mm)    | 0.1                                       | 0.0                                       | 0.0                                       | 0.1                                       | 0.1                                       | 0.0                                       | 0.1                                       | 0.0                                       | 0.0                                       | 0.2                                       | 1.4                                       | 0.7                                       | 2,7                                       |
| Sursă: NOAA                               |                                           |                                           |                                           |                                           |                                           |                                           |                                           |                                           |                                           |                                           |                                           |                                           |                                           |